# Billie Holiday
Eleanora Holiday Fagan (Filadelfia, 7 de abril de 1915-Nueva York, 17 de julio de 1959), más conocida como Billie Holiday y apodada Lady Day, fue una cantante estadounidense de jazz, considerada una de las tres voces femeninas más importantes e influyentes de este género musical, junto con Sarah Vaughan y Ella Fitzgerald.
El crítico Robert Christgau consideraba que era «inigualable y posiblemente la mejor cantante del siglo». Por otro lado, Frank Sinatra la tomó como «su mayor influencia» e «incuestionablemente la influencia más importante en el canto popular estadounidense de los últimos veinte años». Su tema «Strange Fruit» fue considerado como la mejor canción del siglo XX, por la revista Time en 1999.3 El valor artístico de Billie Holiday reside tanto en su capacidad interpretativa, como en su dominio del swing. 
Asimismo, destacaba por la capacidad de adaptación de sus cualidades vocales al contenido de la canción. Billie Holiday impregnaba sus canciones con una intensidad inigualable que, en numerosos casos, era fruto del traspaso de sus propias vivencias a las letras que cantaba. Este tono tan personal que la caracterizaba hace que su estilo esté muy vinculado a intérpretes clásicos de blues como Bessie Smith o Ma Rainey (en su autobiografía dejó escrito: «Siempre quise el gran sonido de Bessie y el sentimiento de Pops»); aunque también está clara la deuda, confirmada por ella misma, con Louis Armstrong, y, desde luego, con quien sería su principal acompañante: el saxofonista tenor y clarinetista Lester Young.

## Biografía
Aunque en los últimos años se ha hecho un gran avance en relación con la investigación biográfica sobre Billie Holiday, su vida sigue teniendo tanto numerosos episodios aún desconocidos, como diversos aspectos permeados de elementos míticos y legendarios, todos ellos incentivados por la propia artista en su autobiografía.

### Primeros años
Nacida en Filadelfia (Pensilvania) el 7 de abril de 1915, Eleanora Fagan (Billie Holiday) se crio en Fells Point, un barrio de Baltimore. Su madre, Sadie Fagan, tenía tan sólo trece años cuando ella nació. Por otro lado, su padre Clarence Holiday, guitarrista y bajista de jazz que tocó en la orquesta de Fletcher Henderson, tenía quince. Los padres de Billie nunca se casaron, de manera que su padre no tuvo mayor obstáculo al abandonarlas cuando aún era un bebé. Su madre, excesivamente joven para tanta responsabilidad, abandonaba con frecuencia a la niña, dejándola en manos de parientes que no tenían muy buena reputación.
A la edad de diez años, Billie fue enviada a una escuela católica, tras haber admitido ser violada. Aunque debería haber estado en la escuela hasta alcanzar la edad adulta, un amigo de la familia la ayudó a escaparse dos años después. En 1927, madre e hija se marcharon a Nueva Jersey, trasladándose posteriormente a Brooklyn. Una vez en Nueva York, además de ayudar a su madre con sus trabajos de ayuda doméstica, Billie comenzó a ejercer la prostitución.
Existe cierta controversia en referencia a la paternidad de Holiday. Este desconcierto se generó por la copia de su certificado de nacimiento en los archivos de Baltimore, los cuales muestran como padre a Frank DeViese. Algunos historiadores consideran esto una anomalía, originada probablemente por el hospital o trabajadores del gobierno (ver Donald Clarke Billie Holiday: Wishing on the Moon, ISBN 0306811367). Clarence Holiday aceptó la paternidad pero fue a duras penas un padre responsable. Billie rara vez lo veía, y si lo hacía, aprovechaba para pedirle dinero mediante el chantaje, amenazando con contarle a la novia de su padre que ella era su hija.
Hacia 1930-1931, Billie Holiday cantaba ya con frecuencia en varios clubs de Nueva York. De esta manera, su popularidad empezó a cimentarse en 1933 cuando el productor John Hammond habló de ella públicamente en su columna de prensa, y posteriormente llevó a Benny Goodman a una de sus actuaciones. Después de la grabación de una prueba en los estudios de Columbia, Billie se unió a un pequeño grupo de músicos dirigidos por Benny Goodman para lograr tener su debut comercial el 27 de noviembre de 1933 con la canción "Your Mother's Son-In-Law".

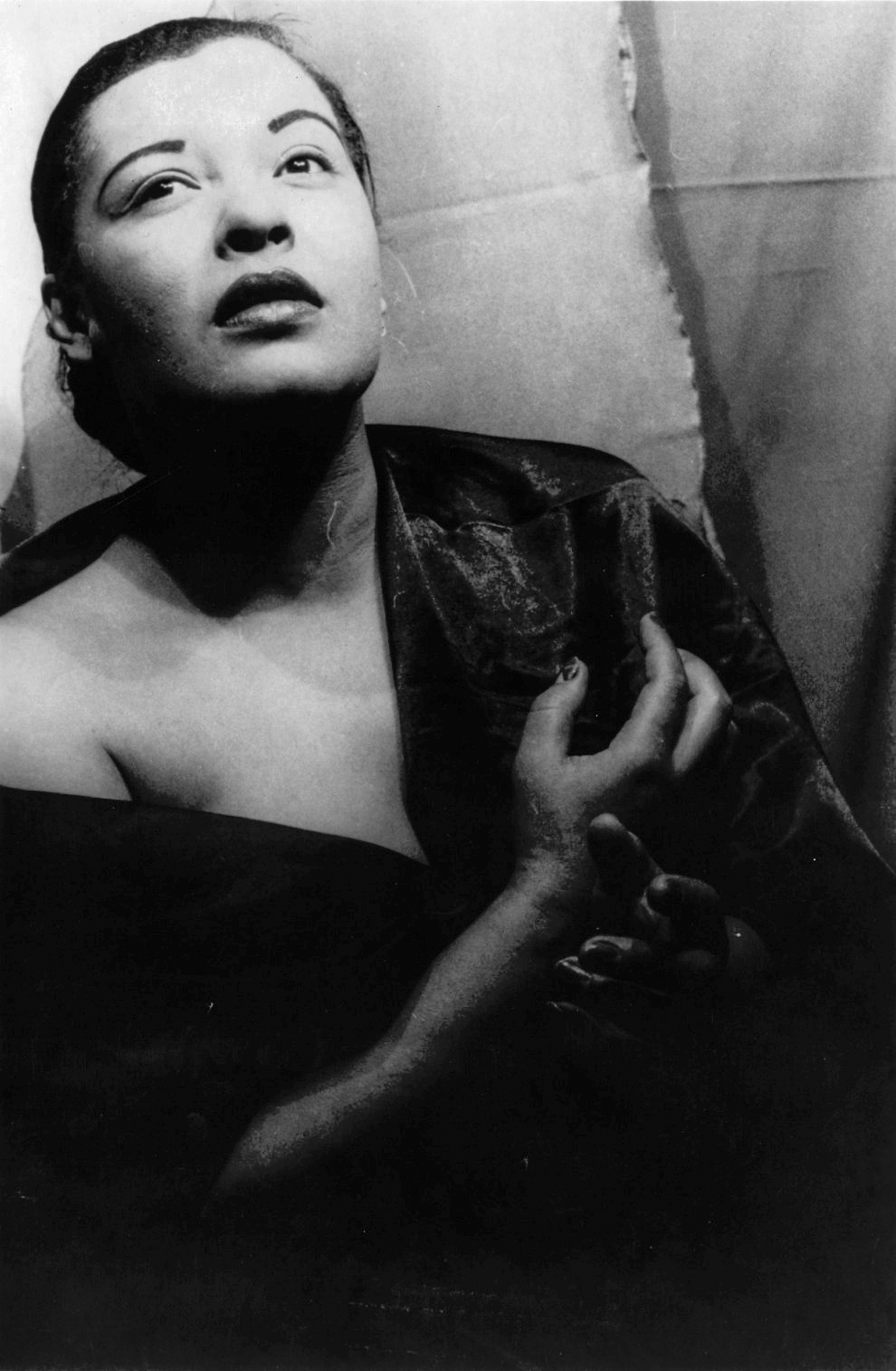
Billie Holiday fotografiada por Carl Van Vechten en 1949.

### Primeros éxitos profesionales
Tras asentarse en Harlem, Holiday comenzó a cantar en numerosos clubs de manera informal. Alrededor de 1932, el productor John Hammond la descubrió en el club Monette's (aún existen algunas disputas entre historiadores acerca de quién fue el primero en escucharla y promoverla, aunque de manera general coinciden en que fue Hammond). El famoso productor dispuso varias sesiones para ella junto a Benny Goodman. Su primer disco sería el ya mencionado Your Mother's Son-In-Law. (1933).
Realizó sus primeras grabaciones de estudio bajo el sello Columbia, hasta 1933, para posteriormente continuar un año con Brunswick en 1935. A lo largo de estos primeros años grabó junto a algunos de los mejores músicos de la historia del jazz, como Ben Webster, Benny Goodman, Roy Eldridge, Johnny Hodges o Jonah Jones, entre otros. Teddy Wilson se encargó de reunir a estos músicos y formar así selectos conjuntos instrumentales de tamaño reducido.4 En este breve periodo destacan «If You Were Mine» (1935) «These Foolish Things» y «I Cried for You» (1936), en el formato habitual para grabaciones de alta calidad de la época, es decir, vinilo a 78 RPM.
Fue durante ese periodo de tiempo cuando tuvo sus primeros éxitos como cantante. El 23 de noviembre de 1934 cantó en el teatro Apollo, actuación de la cual obtuvo muy buenas críticas. Su presentación con el pianista y posterior amante Bobby Henderson, tuvo gran relevancia a la hora de consolidar su prestigio como cantante de jazz y blues. Poco tiempo después, Holiday empezó a presentarse en numerosos clubs en la calle 52 y en Manhattan con regularidad.
Entre los años 1937 y 1940, Holiday alternaría de los sellos Brunswick a Vocalion, grabando importantes estándares como «My Last Affair (This Is)» (1937), «I Can't Get Started» (1938) y «Night and Day» (1940); además, estrenaría futuros éxitos de su carrera como fueron «Strange Fruit» (1939), o «Fine and Mellow» como una de las composiciones propias, así como otras menos conocidas, «Everything Happens for the Best» (1939). Algunas de estas grabaciones serían su debut y se grabarían posteriormente con más éxito, como «He's Funny That Way» (1937), «My Man» (1937) o «You Go to My Head» (1938). Las nuevas incorporaciones a las bandas de Holiday fueron tanto la del saxofonista Lester Young en 1937, como el trompetista Charlie Shavers a principios de 1939; Billie Holiday comenzaría a finales de 1938 a cantar en el club nocturno neoyorquino Café Society junto al pianista Sonny White,cita requerida lo que propició el estreno de obras menores y estándares menos conocidos, además de arreglos instrumentales atípicos: Brunswick 8259 y Vocalion 4783.
Comparada con otras cantantes de jazz, Holiday tenía una tesitura limitada, de solo una octava. Ella compensó esa dificultad con un sentido rítmico implacable, una sutil expresión, y una inmediatez emocional. Más tarde, trabajó con estrellas como Lester Young, Count Basie y Artie Shaw, convirtiéndose así en una de las cantantes negras de jazz con mayor reputación. Sin embargo, tenía prohibido usar la entrada principal y debía esperar en un cuarto oscuro lejos del público antes de aparecer en escena. Explicaba el sentido del efecto dramático que presentaba en sus canciones diciendo: «Yo he vivido canciones como esa». Incluso cuando era joven y cantaba canciones triviales y populares, su tono único y su compromiso emocional, hacían de su presentación algo muy especial.

### Últimos años y muerte
Holiday tuvo un problema de adicción a las drogas psicoactivas (aunque nunca se supo con seguridad), usándolas durante casi toda su vida. Fumaba marihuana desde los doce o trece años de edad. Sin embargo, fue la heroína la droga que la destruyó. No está claro quién fue el que introdujo a Holiday en el mundo de las drogas, pero historiadores y fuentes contemporáneas coinciden en que comenzó a consumir intravenosas de manera abusiva, alrededor de 1940.
Los éxitos de Holiday fueron estropeados por su creciente dependencia de las drogas y el alcohol, así como por sus relaciones abusivas. Esto afectó tanto a su voz, como a sus posteriores grabaciones: su espíritu joven fue reemplazado por un matiz de remordimiento, que, a pesar de todo, impactó en otros artistas sin duda. Incluso después de su muerte, tuvo influencia sobre cantantes tales como Janis Joplin, Nina Simone, Mariah Carey y Amy Winehouse. En 1972, Diana Ross actuó para la película Lady Sings the Blues, basada en la obra autobiográfica de Holiday. La película fue todo un éxito comercial además de ganar la nominación a mejor actriz para Ross. En 1987, U2 lanzó Angel of Harlem, rindiéndole un homenaje.
Su vida personal fue tan turbulenta como sus canciones. Se casó con el trompetista Jimmy Monroe el 25 de agosto de 1941. Mientras aún estaba casada con Monroe, mantuvo una relación con el trompetista Joe Guy. Finalmente, acabó por divorciarse de Monroe en 1947, mientras se separaba también de Guy. El 28 de marzo de 1952, Holiday se casó de nuevo, pero esta vez con Louis Mckay, un “justiciero” de la mafia. Mckay, al igual que muchos de los hombres que formaron parte de su vida, era violento, pero trató de sacarla de las drogas. En el momento de su muerte, ya estaban separados.
Holiday declaró abiertamente su bisexualidad, por lo que surgieron los rumores de su aventura con la actriz Tallulah Bankhead. Bankhead desmintió dichas habladurías.
Sus últimas grabaciones en Verve son recordadas como las grabaciones Commodore y Decca de veinte años atrás. Varias de sus canciones, como «God Bless the Child», «I love you Porgy» o «Fine and mellow» han logrado convertirse en clásicos del jazz. En 1957, el programa The Sound of Jazz, de la CBS, retransmitió una interpretación de «Fine and mellow» realizada por Billie Holiday de la mano de Ben Webster (saxofón), Lester Young (saxofón), Vic Dickenson (trombón), Gerry Mulligan (saxofón) y Coleman Hawkins (saxofón), quienes se alternaban con Holiday para ejecutar solos instrumentales de gran brillantez en una estructura cíclica típica del blues. Esta interpretación es considerada una de las más relevantes en la historia del jazz. Dos años más tarde, tanto Young como Holiday murieron. Sin embargo, unos días antes, grabaron ese mismo estándar con un equipo técnico de mayor calidad, el cual no fue usado para la transmisión del programa en televisión.
En 1958 se publicó Lady in Satin, su trabajo más conocido y penúltimo álbum que logró completar y publicar en vida. Los temas grabados son todos importantes estándares del jazz, arreglados para orquesta, lo cual contrasta con las minúsculas formaciones prototípicas del jazz. Su recepción fue dispar: The Penguin Guide to Jazz otorgó 3 estrellas sobre 4 considerando el disco una «visión voyeurística de una mujer vencida»; mientras que Allmusic le da 4,5 sobre 5.5
Cuando Holiday presentó una canción en contra de los linchamientos, «Strange Fruit» (Abel Meeropol), con textos como «Southern trees bear strange fruit» («los árboles sureños cargan extrañas frutas») le dio un puesto destacado no sólo en la historia de la música, sino también en la de Estados Unidos.6 Sus últimas grabaciones fueron bajo el sello de MGM, y destacan All The Way, All Of You y Baby, Won’t You Please Come Home? En estas dos últimas (además del resto de la sesión) se aprecia una voz menos distorsionada de lo común, por lo que se sospecha la aceleración del canal de voz.
Fue arrestada por posesión de heroína y estuvo ocho meses en prisión. Su tarjeta para trabajar en los clubs de Nueva York (la New York City cabaret card) fue revocada, lo que imposibilitó su trabajo en clubs durante los últimos doce años de su vida. Posteriormente fue víctima de una estafa sobre sus ganancias y murió con tan solo 0.70 dólares en el banco y 750 dólares en efectivo. A finales de mayo de 1959, fue hospitalizada por dolor en el hígado y problemas de corazón. Fue condenada a arresto domiciliario el 12 de julio por posesión de narcóticos, puesto que en 1959, la adicción a los narcóticos era considerada un crimen. Billie Holiday permaneció bajo custodia policial hasta su muerte por cirrosis hepática, el 17 de julio de 1959, a la edad de 44 años. La artista fue enterrada en el cementerio Saint Raymond, en el Bronx de Nueva York.

## Principales éxitos
| Billie Holiday | Billie Holiday |
| -------------- | --- |
| 1933-1940      | |
| 1933           | Columbia 2856D: Your Mother Son-In-Law · Tappin' The Barrel (Benny Goodman) Columbia 2867D: Riffin’ The Scotch · Kipping On Doin' (Benny Goodman) |
| 1936           | Brunswick 7498B: A Little Moonlight Can Do · A Sunbonnet BlueBrunswick 7501: I Wished On The Moon What · Miss Brown To You Brunswick 7511: What A Night, What a Moon, What a Girl · It's Too Hot for Words What A Night, What A Moon, What a Girl · I’m Painting The Town Red · It’s Too Hot For Words · Twenty-four Hours A Day · Yankee Doodle Never Went To Town · Eeny Meeny Miney Mo · If You Were Mine · These ‘N’ That ‘N’ Those · You Let Me Down · Spreadin’ Rhythm Around Saddest Tale |
| 1936           | Life Begins When You’re In Love · It’s Like Reaching For The Moon · These Foolish Things · I Cried For You · Guess Who · Did I Remember? · No Regrets · Summertime · Billie’s Blues · A Fine Romance · I Can’t Pretend · One, Two, Button You Shoe · Let’s Call A Heart A Heart · Easy To Love · With Thee I Swing · The Way You Look Tonight · Who Loves You · Pennies From Heaven · That’s Life I Guess · I Can’t Give You Anything But Love |
| 1937           | One Never Knows – Does One? · I’ve Got My Love To Keep Me Warm · If My Heart Could Only Talk · Please Keep Me In Your Dreams · He Ain’t Got Rhythm · This Year’s Kisses · Why Was I Born? · I Must Have That Man · The Mood That I’m In · You Showed Me The Way · Sentimental & Melancholy · (This Is) My Last Affair · Carelessly · How Could You? · Moanin’ Low · Where Is The Sun? · Let’s Call The Whole Thing Off · They Can’t Take Away From Me · I Don’t Know If I’m Coming Or Going · Sun Showers · Yours And Mine · I’ll Get By · Mean To Me · Foolin’ Myself · Easy Living · I’ll Never Be the Same · Me, Myself And I · A Sailboat In The Moonlight · Born To Love · Without Your Love · Getting Some Fun Out Of Life · Who Wants Love? · Trav’lin’ All Alone · He’s Funny That Way · Nice Work If You Can Get It · Things Are Looking Up · My Man · Can’t Help Loving Dat Man En vivo They Can't Take That Away from Me · Swing, Brother, Swing · I Can't Get Started · |
| 1938           | My First Impression Of You · When You’re Smiling · I Can’t Believe That You’re In Love With Me · If Dreams Come True · Now They Call It Swing · On The Sentimental Side · Back In Your Own Backyard · When A Woman Loves A Man · You Go To My Head · The Moon Looks Down And Laughs · If I Were You · Forget If You Can · Having Myself A Time · Says My Heart · I Wish I Had You · I’m Gonna Lock My Heart · Any Old Time · The Very Thought Of You · I Can’t Get Started · I’ve Got A Date With A Dream · You Can’t Be Mine · Everybody’s Laughing · Here It Is Tomorrow Again · Say It With A Kiss · April In My Heart · I’ll Never Fail You ·They Say · You’re Gonna See A Lot Of Me · Hello, My Darling · Let’s Dream In The Moonlight |

## Su voz
La inconfundible voz de Billie Holiday fue cambiando con el tiempo. Su primera grabación, realizada a mediados de 1930, mostró una voz infantil y llena de vitalidad. A principios de 1940, su forma de cantar comenzó a volverse más sugerente gracias a su gran capacidad interpretativa. Fue durante aquellos años cuando grabó su personal «Strange Fruit» y «I Cover the Waterfront».
Muchos describían su voz como cariñosa, dulce, aunque desgastada, experimentada, triste y sofisticada. A medida que fue creciendo, los efectos del abuso continuado de las drogas cambiaron considerablemente el registro de su voz, convirtiéndola en una algo más ronca. Su última gran grabación fue «Lady in Satin», lanzada en 1958 y revelaba a una mujer con un registro limitado, pero cuyo fraseo y emotividad era maravillosa. La grabación tuvo el respaldo de una gran orquesta, dirigida por Ray Ellis, quien habló del álbum en 1997, alegando: «Podría decir que el momento más emocionante fue cuando la escuché interpretar "I'm a Fool to Want You". Había lágrimas en sus ojos [...] Después de terminar fui a la sala de control y escuché todos los temas. Tengo que admitir que fui infeliz con su presentación».

## Lady Day at Emerson's Bar and Grill
Lady Day at Emerson's Bar and Grill es una obra de teatro con música de Lanie Robertson, que narra algunos eventos en la vida de Billie Holiday. La obra se estrenó originalmente en 1986 en el Teatro Alliance de Atlanta, Georgia, y pronto se representó en Off-Broadway. La obra se estrenó en Broadway en 2014.
Lady Day at Emerson's Bar and Grill se estrenó en el Alliance Theatre, Atlanta, Georgia, el 16 de abril de 1986, con la dirección de Woodie King, Jr. y Reenie Upchurch como Billie Holiday.
La obra fue producida en Off-Broadway en el Vineyard Theatre el 5 de junio de 1986, y luego se inauguró en una producción de Vineyard Theatre en el Westside Theatre el 7 de septiembre de 1986. Esta producción se cerró el 17 de mayo de 1987 después de 281 actuaciones. Dirigida por Andre Ernotte, Lonette McKee interpretó a Holiday. En febrero de 1987, S. Epatha Merkerson asumió el papel de Billie Holiday. La obra ganó el Premio Outer Critics Circle de 1987 al Mejor libreto Off-Broadway (Robertson).
The Hollywood Playhouse (en California) produjo Lady Day en octubre de 1987, dirigida por Andre Ernotte, y con S. Epatha Merkerson repitiendo su papel de Holiday. Ernotte dijo que quería "desmoralizar a Billie: mostrar su lado oscuro y triste. Por lo tanto, no se trata tanto de una actuación como de una obra de teatro con música". También señaló que Merkerson le dio otro aspecto al papel como actriz y no como cantante. La obra se presentó en el Long Wharf Theatre, New Haven, Connecticut en noviembre de 2005, con Ernestine Jackson como Billie Holiday.
La obra se estrenó en Broadway en el Circle in the Square el 13 de abril de 2014. Dirigida por Lonny Price, la producción fue protagonizada por Audra McDonald como Billie Holiday y contó con Shelton Becton como el pianista Jimmy Powers. La obra originalmente estaba programada para un compromiso limitado de 10 semanas, pero se extendió varias veces hasta que finalmente se cerró el 5 de octubre de 2014. Audra McDonald ganó su sexto premio Tony con la producción. La obra también ganó como Mejor diseño de sonido de una obra de teatro.
La producción de Broadway de 2014 se filmó en el Café Brasil en Nueva Orleans y se transmitió por HBO el 12 de marzo de 2016. Audra McDonald recibió una nominación al Premio Emmy en 2016 por Mejor Actriz Protagonista en una Serie Limitada o Película por su papel en la transmisión. La obra se representó en el Wyndham's Theatre desde el 17 de junio de 2017 hasta el 9 de septiembre de 2017.

### Sencillos

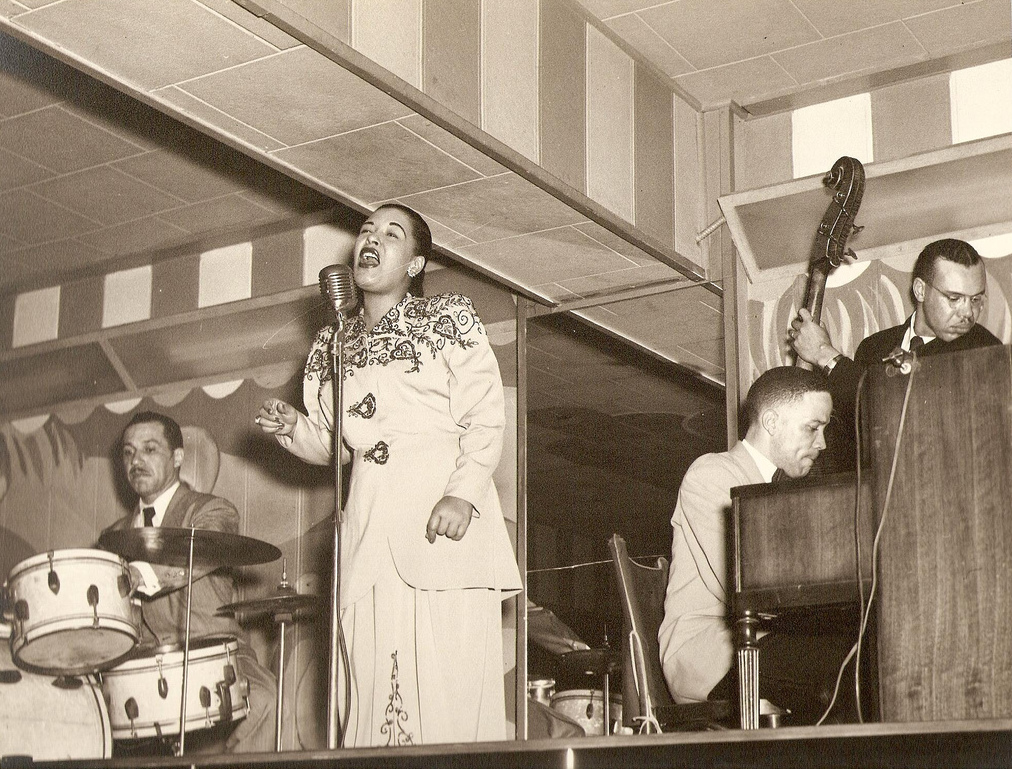
Con Al Dunn (bat.), Bobby Tucker (piano) y posiblemente Benny Fonville (contrabajo).

## Discografía
| Año                      | Título                                                               | Etiqueta y número                                                             |
| ------------------------ | -------------------------------------------------------------------- | ----------------------------------------------------------------------------- |
| 1946                     | Billie Holiday (cuatro discos de 78 rpm)                             | Commodore CR-2                                                                |
| 1947                     | Billie Holiday – Teddy Wilson (cuatro discos de 78 rpm)              | Columbia C-61                                                                 |
| 1947                     | A Hot Jazz Classic Set, Vol.1 (cuatro discos de 78 rpm)              | Columbia-135                                                                  |
| 1947                     | Distinctive Song Stylings (cuatro discos de 78 rpm)                  | Decca A-652                                                                   |
| 1949                     | Teddy Wilson And His Orchestra Featuring Billie Holiday (10")        | Columbia CL-6040                                                              |
| 1950                     | An Evening With Eddie Heywood and Billie Holiday (10")               | Commodore FL 30001                                                            |
| 1950                     | Ella, Lena and Billie (10")                                          | Columbia CL 2531                                                              |
| 1950                     | Billie Holiday Sings (10")                                           | Columbia CL 6129                                                              |
| 1950                     | Billie Holiday Volume One (10")                                      | Commodore 20005                                                               |
| 1950                     | Billie Holiday Volume Two (10")                                      | Commodore 20006                                                               |
| 1951                     | Favorites (10")                                                      | Columbia CL 6163                                                              |
| 1951                     | Lover Man (10")                                                      | Decca DL 5345                                                                 |
| 1951 (lanzado en 1964)   | A Rare Live Recording Of Billie Holiday (Storyville)                 | M2001                                                                         |
| 1952                     | Billie Holiday Sings                                                 | Clef MGC 118 (10" version) Mercury 89002 (versión de cuatro discos de 78 rpm) |
| 1953                     | An Evening with Billie Holiday                                       | Clef MGC 144 (10" version) Mercury 89028 (versión de cuatro discos de 78 rpm) |
| 1953                     | Billie Holiday (LP)                                                  | Clef MGC 161 (10" version) Mercury 89045 (versión de cuatro discos de 78 rpm) |
| 1954                     | Billie Holiday at JATP                                               | Clef MGC 169 (10" version) Mercury 89053 (versión de cuatro discos de 78 rpm) |
| 1954                     | Billie Holiday and Teddy Wilson Orchestras                           | Columbia 33 S 1034                                                            |
| 1954                     | Lady Day                                                             | Columbia CL 637                                                               |
| 1954                     | Billie Holiday Volume One                                            | Jolly Roger 5020                                                              |
| 1954                     | Billie Holiday Volume Two                                            | Jolly Roger 5021                                                              |
| 1954                     | Billie Holiday Volume Three                                          | Jolly Roger 5022                                                              |
| 1955                     | A Collection of Classic Jazz Interpretations By Billie Holiday (10") | Columbia B-1949                                                               |
| 1955 (lanzado en 1958)   | Stay with Me                                                         | Verve MGV 8302                                                                |
| 1955                     | Music For Torching                                                   | Clef MGC 669 / Verve MV 2595                                                  |
| 1956                     | Recital By Billie Holiday                                            | Clef MGC 686                                                                  |
| 1956                     | Solitude                                                             | Clef MGC 690 / Verve V6-8074                                                  |
| 1956                     | Hall Of Fame Series (7")                                             | Columbia B-2534                                                               |
| 1956                     | Velvet Mood                                                          | Clef MGC 713                                                                  |
| 1956                     | Billie Holiday at JATP                                               | Verve MGC 718                                                                 |
| 1956                     | The Lady Sings                                                       | Decca DL 8215                                                                 |
| 1956                     | Lady Sings the Blues                                                 | Clef MGC 721 / Verve MV 2047                                                  |
| 1956 (relanzado en 1959) | All or Nothing at All                                                | Verve MGV 8329                                                                |
| 1956 (relanzado en 1961) | Carnegie Hall Concert                                                | Verve V6-8410                                                                 |
| 1957 (relanzo 1958)      | Songs for Distingué Lovers                                           | Verve MGV 8257 / Verve 2352 085                                               |
| 1957 (relanzado en 1960) | Body and Soul                                                        | Verve MGV 8197                                                                |
| 1957                     | Ella Fitzgerald and Billie Holiday at Newport                        | Verve MGV 8234                                                                |
| 1957 (relanzado en 1999) | A Midsummer Night's Jazz at Stratford '57                            | Baldwin Street 308                                                            |
| 1957                     | Sound of Jazz                                                        | Columbia CL 1098                                                              |
| 1958                     | Lady in Satin                                                        | Columbia CL 1157                                                              |
| 1958                     | The Blues Are Brewin'                                                | Decca DL 8701                                                                 |
| 1958                     | Lover Man                                                            | Decca DL 8702                                                                 |
| 1958                     | Billie Holiday                                                       | Commodore 30008                                                               |
| 1958 (relanzado en 1986) | At Monterey                                                          | Blackhawk 50701                                                               |
| 1959                     | Seven Ages of Jazz                                                   | Metrojazz 1009                                                                |
| 1959                     | Billie Holiday                                                       | MGM 3764                                                                      |

### Sencillos[13]
| 1934 | Riffin' the Scotch                      | 6  |   |
| 1935 | What a Little Moonlight Can Do          | 12 |   |
| 1935 | Twenty-Four Hours A Day                 | 6  |   |
| 1935 | If You Were Mine                        | 12 |   |
| 1936 | You Let Me Down                         | 18 |   |
| 1936 | These Foolish Things (Remind Me of You) | 5  |   |
| 1936 | It's Like Reaching for the Moon         | 17 |   |
| 1936 | No Regrets                              | 9  |   |
| 1936 | Summertime                              | 12 |   |
| 1936 | A Fine Romance                          | 9  |   |
| 1936 | Let's Call a Heart a Heart              | 18 |   |
| 1936 | The Way You Look Tonight                | 3  |   |
| 1936 | Who Loves You?                          | 4  |   |
| 1936 | That's Life, I Guess                    | 20 |   |
| 1936 | I Can't Give You Anything But Love      | 5  |   |
| 1937 | Pennies From Heaven                     | 3  |   |
| 1937 | I've Got My Love to Keep Me Warm        | 4  |   |
| 1937 | Please Keep Me in Your Dreams           | 13 |   |
| 1937 | This Year's Kisses                      | 8  |   |
| 1937 | Carelessly                              | 1  |   |
| 1937 | How Could You?                          | 12 |   |
| 1937 | Moanin' Low                             | 11 |   |
| 1937 | They Can't Take That Away From Me       | 12 |   |
| 1937 | Mean to Me                              | 7  |   |
| 1937 | Easy Living                             | 15 |   |
| 1937 | Yours & Mine                            | 16 |   |
| 1937 | Me, Myself & I                          | 11 |   |
| 1937 | A Sailboat In The Moonlight             | 10 |   |
| 1937 | Getting Some Fun Out of Life            | 10 |   |
| 1937 | Trav'lin' All Alone                     | 18 |   |
| 1937 | Nice Work If You Can Get It             | 14 |   |
| 1938 | My Man                                  | 12 |   |
| 1938 | "You Go to My Head"                     | 20 |   |
| 1938 | "I'm Gonna Lock My Heart"               | 2  |   |
| 1939 | "Strange Fruit"                         | 16 |   |
| 1941 | "God Bless the Child"                   | 25 |   |
| 1942 | "Trav'lin' Light"                       | 23 | 1 |
| 1945 | "Lover Man (Oh, Where Can You Be?) "    | 16 | 5 |

### Composiciones
- 1936: "Billie's Blues aka I Love My Man"
- 1939: "Our Love Is Different"
- 1939: "Long Gone Blues"
- 1939: "Fine and Mellow"
- 1939: "Everything Happens For The Best"
- 1940: "Tell Me More and More and Then Some"
- 1941: "God Bless the Child"
- 1944: "Don't Explain"
- 1949: "Somebody's On My Mind"
- 1949: "Now or Never"
- 1954: "Stormy Blues"
- 1956: "Lady Sings the Blues"

### Nunca grabadas
- 1939: "Lost At the Crossroads of Love"
- 1940: "Say I'm Yours Again"
- 1949: "Close Dem Eyes My Darlin'"
- 1952: "Please Don't Do It In Here"
- 1952: "You'd Do It Anyway"
- 1955: "Preacher Boy"
- 1957: "I'm Left Alone"
- 1957: "Who Needs You (Baby)"

## Premios
| Billie Holiday: Grammy Hall of Fame Awards |                                     |                 |              |              | |
| Año                                        | Título                              | Género          | Discográfica | Año incluido | Notas                                                                                                 |
| 1949                                       | "Crazy He Calls Me"                 | Jazz (sencillo) | Decca        | 2010         | |
| 1944                                       | "Embraceable You"                   | Jazz (sencillo) | Commodore    | 2005         | |
| 1958                                       | Lady in Satin                       | Jazz (álbum)    | Columbia     | 2000         | |
| 1945                                       | "Lover Man (Oh, Where Can You Be?)" | Jazz (sencillo) | Decca        | 1989         | |
| 1939                                       | "Strange Fruit"                     | Jazz (sencillo) | Commodore    | 1978         | Véase también Registro Nacional de grabación por la Biblioteca del Congreso de Estados Unidos en 2002 |
| 1941                                       | "God Bless the Child"               | Jazz (sencillo) | Okeh         | 1976         | |

### Premios Grammy
Los Premios Grammy por Mejor álbum histórico fueron presentados desde 1979.
| Año  | Título                                         | Discográfica       | Resultado |
| ---- | ---------------------------------------------- | ------------------ | --------- |
| 2002 | Lady Day: The Complete Billie Holiday          | Columbia 1933–1944 | Ganadora  |
| 1994 | The Complete Billie Holiday                    | Verve 1945–1959    | Ganadora  |
| 1992 | Billie Holiday — The Complete Decca Recordings | Verve 1944–1950    | Ganadora  |
| 1980 | Billie Holiday — Giants of Jazz                | Time-Life          | Ganadora  |

### Otros honores
| Año  | Premios                                               | Honores                            | Notas                            |
| ---- | ----------------------------------------------------- | ---------------------------------- | -------------------------------- |
| 2004 | Nesuhi Ertegün Jazz Hall of Fame                      | Introducción                       | Jazz at Lincoln Center, New York |
| 2000 | Rock and Roll Hall of Fame                            | Introducción                       | Categoría: "Early Influence"     |
| 1997 | American Society of Composers, Authors and Publishers | Introducción                       |                                  |
| 1947 | Esquire Magazine Gold Award                           | Mejor Vocalista Femenina Principal | Premios de jazz                  |
| 1946 | Esquire Magazine Silver Award                         | Mejor Vocalista Femenina Principal | Premios de jazz                  |
| 1945 | Esquire Magazine Silver Award                         | Mejor Vocalista Femenina Principal | Premios de jazz                  |
| 1944 | Esquire Magazine Gold Award                           | Mejor Vocalista Femenina Principal | Premios de jazz                  |

### Homenajes
- 1972, Diana Ross interpretó a Holiday en la película Lady Sings The Blues, basada en la autobiografía de 1956 del mismo nombre. La película le mereció a Ross una nominación al Óscar por mejor actriz.
- Fue interpretada por Ernestine Jackson en la obra Lady Day at Emerson's Bar and Grill por Lanie Robertson.
- Paula Jai Parker interpreta a Holiday en el episodio 7 de la serie Touched by an Angel, titulado "God Bless the Child," el título deriva de una canción compuesta por Holiday.[17]
- El pianista de jazz Mal Waldron realiza una grabación tributo en la que incluye:
  - Left Alone (Bethlehem, 1959)
  - Blues for Lady Day (Black Lion, 1972)
  - Left Alone '86 with Jackie McLean (Paddle Wheel, 1986)
  - No More Tears (For Lady Day) (Timeless, 1989)

### Honores
- 1987, Billie Holiday recibe de forma póstuma el Premio Grammy a la carrera artística.
- 1993, el cantante de R&B Miki Howard lanzó un álbum dedicado a Holiday titulado Miki Sings Billie.
- 1994, el servicio postal estadounidense presenta una estampilla de Billie Holiday.
- 1999, Holiday alcanza la posición #6 en VH1's 100 Greatest Women in Rock n' Roll.
- 2000, fue incluida en los Salón de la Fama del Rock.

- "The Day Lady Died," un poema de 1959 de Frank O'Hara.
- En 1988 el grupo U2 lanza "Angel of Harlem" en su honor.
- "My Only Friend" por The Magnetic Fields, es un tributo para Billie Holiday.
- En "The Blackest Day" de Lana del Rey se la menciona.
- En 2019 con motivo del Día de la Mujer, y por iniciativa She Built NYC, que tiene como objetivo honrar a las mujeres pioneras, el alcalde de Nueva York, Bill de Blasio, anunció que la ciudad instalará una estatua de Billie Holiday.[18]

## Filmografía
- 1959: Chelsea at Nine
- 1957: The Sound of Jazz, CBS Television, 8 de diciembre de 1957
- 1950: 'Sugar Chile' Robinson, Billie Holiday, Count Basie and His Sextet
- 1947: New Orleans
- 1935: "Symphony in Black", corto (con Duke Ellington)
- 1933: The Emperor Jones, apareció como extra.

### Apariciones en televisión
| Año        | Programa                                                     | Conductor         | Canción                                                                          |
| ---------- | ------------------------------------------------------------ | ----------------- | -------------------------------------------------------------------------------- |
| 1949       | Adventures in Jazz                                           | Fred Robbins      | Unknown Songs                                                                    |
| 8/27/1949  | Arlene Francis Show, NY (1)                                  | Arlene Francis    | The Man I Love, All of Me, Lover Man                                             |
| 8/27/1949  | Eddie Condon's Floor Show, NY (1)                            | Eddie Condon      | I Love My Man, Keeps on Rainin', Lover Man                                       |
| 9/3/1949   | Eddie Condon's Floor Show, NY (1)                            | Eddie Condon      | Fine & Mellow, Porgy, Them There Eyes, I Love My Man                             |
| 9/10/1949  | Art Ford Show, NY (1)                                        | Art Ford          | Lover Man, I Cover the Waterfront, Two Minute Interview, All of Me               |
| 10/15/1949 | Art Ford Show, NY (1)                                        | Art Ford          | Them There Eyes, Detour Ahead, Now or Never                                      |
| 1/7/1950   | Eddie Condon's Floor Show, NY                                | Eddie Condon      | Unknown                                                                          |
| 5/24/1950  | Apollo Theatre Show, NY (1)                                  | -                 | You're My Thrill                                                                 |
| 7/25/1951  | Apollo Theatre Show, NY (1)                                  | -                 | My Man                                                                           |
| 12/10/1952 | Apollo Theatre Show, NY (1)                                  | Count Basie       | Tenderly                                                                         |
| 10/16/1953 | The Comeback Story, NY (1)                                   | George Jessel     | Twenty Minute Interview, God Bless the Child                                     |
| 2/8/1955   | The Tonight Show, NY (1)                                     | Steve Allen       | My Man, Them There Eyes, Lover Man                                               |
| 2/10/1956  | The Tonight Show, NY (1)                                     | Steve Allen       | Please Don't Talk About Me, Two Minute Interview, Ghost of a Chance              |
| 8/19/1956  | Star's of Jazz, LA, CA (2)                                   | Bobby Troup       | Please Don't Talk About Me When I'm Gone, Billie's Blues, My Man                 |
| 10/29/1956 | Bandstand USA, NY (1)                                        | Bert Parks        | Willow Weep for Me, I Only Have Eyes for You, My Man, Please Don't Talk About Me |
| 11/7/1956  | Night Beat, NY (1)                                           | Mike Wallace      | Fifteen Minute Interview                                                         |
| 11/8/1956  | Peacock Alley, NY (1)                                        | Tex McCleary      | Twenty Minute Interview                                                          |
| 11/8/1956  | The Tonight Show, NY (1)                                     | Steve Allen       | Porgy                                                                            |
| 3/11/1957  | Live Broadcast from Mr. Kelly's, Chicago (1)                 | -                 | Good Morning Heartache, You Better Go Now                                        |
| 12/8/1957  | The Seven Lively Arts: The Sound of Jazz, LA (2)             | -                 | Fine & Mellow                                                                    |
| 4/12/1958  | Club Oasis, NY (1)                                           | Martha Raye       | You've Changed, My Man                                                           |
| 5/26/1958  | Telethon, NY                                                 | Dean Martin       | Unknown Songs                                                                    |
| 5/29/1958  | Art Ford's Jazz Party, NY (2)                                | Art Ford          | You've Changed, I Love My Man, When Your Lover Has Gone                          |
| 6/5/1958   | Art Ford's Jazz Party, NY                                    | Art Ford          | All of Me, Good Morning Heartache, Travelin’ Light                               |
| 7/10/1958  | Art Ford's Jazz Party, NY (2)                                | Art Ford          | What a Little Moonlight Can Do, Foolin' Myself, It's Easy to Remember            |
| 7/17/1958  | Art Ford's Jazz Party, NY (2)                                | Art Ford          | Moanin' Low, Don't Explain, When Your Lover Has Gone                             |
| 9/25/1958  | Today Show                                                   | Dave Garroway     | My Funny Valentine                                                               |
| 11/18/1958 | Mars Club, Music Hall Parade Voyons Un Peu, Paris France (2) | -                 | I Only Have Eyes for You, Travelin’ Light                                        |
| 11/20/1958 | Gilles Margaritis Programme, Paris France                    | Gilles Margaritis | Unknown                                                                          |
| 1/7/1959   | Timex All-Star Jazz Show IV, NY                              | Jackie Gleason    | Unknown                                                                          |
| 2/23/1959  | Chelsea at Nine, London, England (2)                         | Robert Beatty     | Porgy, Please Don't Talk About Me, Strange Fruit                                 |

(1) = Disponible en Audio
(2) = Disponible en DVD